# Camp de la Rye (Le Vigeant)
Das Camp de la Rye (Le Vigeant) wurde 1939/1940 als Militärlager in der Gemarkung von Le Vigeant im Département Vienne errichtet. Das Lager durchlief bis zu seinem Abriss im Jahre 2013 eine wechselvolle Geschichte, die geprägt war von unterschiedlichen Formen der Internierung.

## Camp für Internierte aus Belgien
Auf der Homepage der Kommune ist zu lesen, dass das Lager auf einer Fläche von 150 Hektar errichtet wurde und aus 38 Gebäuden mit den Maßen 30 m × 6 m bestand. Es habe dem Justizministerium unterstanden, das es bis 1951 unter anderem als Strafvollzugsanstalt genutzt habe. Was sich in dem Lager seit seiner Gründung aber tatsächlich abspielte, wird in dem Artikel der Gemeinde ebenso wenig erwähnt, wie in den meisten anderen Quellen.
Ob und wann Militär das Lager in Beschlag nahm, ist nicht dokumentiert. Doch Mitte Mai 1940 war das Lager noch nicht fertiggestellt, und von den geplanten 38 Baracken existierten erst neun, die jeweils für 40 Personen ausgelegt waren.:S. 238 In ihnen wurden nun 2.700 Personen zusammengepfercht – überwiegend deutsche und österreichische Emigranten, die vor den Nazis Zuflucht in Belgien gesucht hatten.
Diese Menschen waren aufgrund einer Vereinbarung zwischen den Regierungen in Brüssel und Paris am 12. Mai 1940 per Zug über die belgisch-französische Grenze gebracht und in Tournai in einer Kaserne untergebracht worden. Am 14. Mai wurden sie von dort aus in verschiedene Lager südlich der Loire verlegt, so auch nach Le Vigeant, wo sich nun etwa 300 Personen eine Baracke teilen mussten. Anders, als auf der Webseite der Gemeinde ausgeführt, verfügte das Lager noch nicht über einen Wasseranschluss und musste deshalb mit Tankwagen versorgt werden. Es gab keine Waschgelegenheiten, und ein gerade erst ausgehobener Graben, der von allen Seiten frei einsehbar war, diente als Latrine.:S. 238
Das Camp de la Rye war für die Emigranten aus Belgien nur eine kurze Zwischenstation. Ende Mai 1940 wurden sie alle nach Saint-Cyprien (Pyrénées-Orientales) verlegt. Das dortige Internierungslager war von den französischen Behörden als Sammellager für die Internierten aus Belgien – nach Eggers etwa 10.000 Personen –  auserkoren worden.:S. 66 f. Doch Saint-Cyprien war noch nicht die Endstation: Laut Eggers führte für die aus Belgien transferierten Internierten der „übliche Weg“ von Le Vigeant über Saint-Cyprien nach Gurs.:S. 284, Anmerkung 194

## Das Camp de la Rye zwischen Sommer 1940 und 1956
Die Geschichte des Lagers nach seiner Nutzung für die aus Belgien vertriebenen deutschen und österreichischen Emigranten ist nur unzureichend dokumentiert. Die Webseite der Stadt übergeht diesen Zeitraum und erwähnt lediglich den seit 1954 bestehenden Zustand offensichtlicher Vernachlässigung. In dem Zeitungsartikel über das 2018 von der Stadt beauftragte Forschungsprojekt werden zumindest einige Anhaltspunkte zusammengefasst.

« Résultat, une imposante compilation de textes, de documents, de cartes et de photos […] qui retrace avec minutie l’histoire de ce camp depuis l’année de sa construction (1939/1940) jusqu’à nos jours en passant par les années 1940-1945, au cours desquelles le camp a été occupé par le 72ème Régiment d’Artillerie. Puis par les Allemands, qui utiliseront les bâtiments comme hôpital militaire. Les années 1947-1945, où le camp devient centre pénitentiaire pour politiciens et les droits communs. »

„Das Ergebnis ist eine beeindruckende Zusammenstellung von Texten, Dokumenten, Karten und Fotos […], die die Geschichte des Lagers vom Jahr seiner Errichtung (1939/1940) über die Jahre 1940-1945, in denen das Lager vom 72. Artillerie-Regiment besetzt wurde, bis heute minutiös nachzeichnet. Danach von den Deutschen, die die Gebäude als Militärkrankenhaus nutzten. Die Jahre 1947-1945, in denen das Lager zu einer Strafanstalt für aus politischen Gründen und nach allgemeinem Recht verurteilte Personen wurde.“

In den Archives départementales de la Vienne findet sich allerdings noch ein weiterer Hinweis auf die Nutzung des Camps während der Deutschen Besetzung Frankreichs im Zweiten Weltkrieg. Nach einem dort vorliegenden Bericht gehörte das Lager in Le Vigeant zu jenen, die „während der Besatzung als ‚kleine Lager‘ zur Internierung genutzt wurden, insbesondere für die Bedürfnisse der Organisation Todt“.

## Das Lager für Indochinaflüchtlinge
Trotz des laut der Gemeinde seit 1954 feststehenden Zustandes des Lagers war der Präfekt zu der Zeit der Ansicht, dass nach einer Instandsetzung der Baracken dort relativ schnell wieder eine große Anzahl von Menschen aufgenommen werden könnte. Wegen der bestehenden Abwasserprobleme sollten aber künftig nur noch 300 Personen dort untergebracht werden.
Wer die Menschen waren, die Mitte der 1950er Jahre in das Camp de la Rye einziehen sollten, ergibt sich aus dem Verlauf des Indochinakriegs und dem damit verbundenen Rückzug Frankreichs aus Französisch-Indochina. Als Folge davon strömten Tausende von Flüchtlingen aus dem ehemaligen Kolonialreich in das französische Mutterland und wurden dort häufig in ehemaligen Militär oder Internierungslagern untergebracht. So ereilte auch das Camp de la Rye ein ähnliches Schicksal wie zum Beispiel das Internierungs- und Flüchtlingslager Camp du Moulin du Lot.
Am 10. September 1956 kamen 151 Flüchtlinge aus Indochina im Camp de a Rye an. Die Webseite der Gemeinde legt nahe, dass für sie neue Gebäude zur Verfügung standen, aus Ziegelsteinen errichtet. Jedes Gebäude habe aus mehreren Wohnungen mit drei oder fünf Zimmern und einem Raum mit einem Waschbecken bestanden; Hocktoiletten („WC à la turque“) befanden sich im Außenbereich. Die Flüchtlinge erhielten Unterstützung durch die Katholischen Nothilfe und das Rote Kreuz; im Herbst 1956 erfolgten Aufrufe in der regionalen Presse, mit denen Winterkleidung gebeten wurde.
In mehreren Quellen wird auch darauf hingewiesen, dass 1957 nach dem Ungarischen Volksaufstand Ungarn im Camp de la Rye Zuflucht gefunden hätten.
Mitte 1962 war für die Indochinaflüchtlinge die Zeit im Camp de la Rye vorüber, nachdem dort im März 1962 nur noch neun Familien mit rund 60 Personen gelebt hatten.

## Das Harki-Lager
Mit der Unterzeichnung der Verträge von Évian am 18. März 1962 war für Frankreich nach der Niederlage im Indochinakrieg auch der algerische Unabhängigkeitskrieg verloren. In der Folge strömten nicht nur französische Siedler zurück ins Mutterland, sondern auch die muslimischen Hilfskräfte der ehemaligen Kolonialmacht, die Harkis. Diese waren von Anfang an „in zweifacher Hinsicht aus[gegrenzt] - sie sind weder Rückkehrer wie die anderen noch Franzosen wie die anderen.“ Ihre Unterbringung in Wohnungen hatte für die Behörden keine Priorität, und so landeten die Harkis und ihre Familien erst in Durchgangslagern und dann in „cités d’accueil“, Aufnahmelagern. Hier blieben sie zum Teil bis Mitte der 1970er Jahre.
Ab dem Herbst des Jahres 1962 wurden die Menschen aus den Durchgangslagern in verlegt. Ein Aufnahmeort wurde das gerade von den letzten Indochinaflüchtlingen geräumte Camp de la Rye, in dem Ende Juni 1962 ein Durchgangs- und Wiedereingliederungslager für die Harkis entstand. Zu diesem Zweck scheint das Lager stark erweitert worden zu sein, denn es bestand nun aus 40 Wohngebäuden mit 150 Wohnungen sowie Schulgebäuden. Es gab fließendes Wasser, Strom und eine rudimentäre Möblierung.
Der Historiker Abderahmen Moumen weist allerdings darauf hin, dass es sich bei den 1962 nach Le Vigeant gekommenen Algeriern in den Augen der französischen Behörden nicht um „gewöhnliche“ Harkis gehandelt habe, sondern um „muslimische Würdenträger“. Zitierend aus einem Schreiben des Präfekten vom 10. Juli 1962 heißt es bei ihm:

« They were “‘Muslims of quality’ to be treated exactly like Europeans”.[…]  In other situations, it was not uncommon to find references in official letters such as the following: “they were not harkis, but ‘dignitaries’ [emphasised in the letter], who should under no circumstances be directed to the Larzac camp, intended for harkis only”, but who could instead be driven to the La Rye camp, which was “adapted to welcome Muslims of a higher class than the harkis”. »

„Sie seien "keine Harkis, sondern 'Würdenträger' [Hervorhebung im Schreiben], die auf keinen Fall in das nur für Harkis vorgesehene Lager Larzac gebracht werden dürften", sondern in das Lager La Rye, das "für die Aufnahme von Muslimen einer höheren Klasse als die Harkis geeignet" sei.“

Angesichts dieser auf „Hierarchie der Bevölkerungsgruppen und Segregation durch Wohnen“ abzielenden französischen Politik kamen am 28. Juni 1962 die ersten 22 Flüchtlinge im Camp de la Rye an, am 12. Juli weitere 32. Die massive Ankunft von Familien erfolgt aber erst ab dem 10. September 1962. Und wie zur Bestätigung von Abderahmen Moumen heißt es auf der Webseite ODYSSEO: Camp de La Rye Le Vigeant:

« Certaines proviennent du centre d'accueil de Poitiers, d'autres, plus nombreuses, sont déplacées des camps de Larzac (Aveyron), de Rivesaltes (Pyrénées-Orientales), de Bourg-Lastic (Puy-de-Dôme) et du Fort de Nogent où elles étaient hébergées. La population du camp passe de 756 en septembre 1962 à 936 personnes, son effectif maximum, en février 1963. Outre des anciens supplétifs, le camp de la Rye accueille aussi des anciens élus (maires, conseillers généraux, &), des notables et d'anciens chefs religieux, qui ont aussi fui lors de l'indépendance de l'Algérie. »

„Einige kamen aus dem Aufnahmezentrum in Poitiers, andere, die zahlreicher waren, wurden aus den Lagern Larzac (Aveyron), Rivesaltes (Pyrénées-Orientales), Bourg-Lastic (Puy-de-Dôme) und Fort de Nogent, wo sie untergebracht waren, umgesiedelt. Die Lagerpopulation stieg von 756 im September 1962 auf 936 Personen, die maximale Belegschaft, im Februar 1963. Neben ehemaligen Aushilfskräften beherbergte das Lager La Rye auch ehemalige Mandatsträger (Bürgermeister, Generalräte, &), Notabeln und ehemalige Religionsführer, die ebenfalls im Zuge der Unabhängigkeit Algeriens geflohen waren.“

Die Kontinuität der Internierung unter unterschiedlichen historischen und politischen Bedingungen, die für das Camp de la Rye selber prägend ist, spiegelt sich auch in der Geschichte der in dem Zitat genannten Orte, aus denen die Algerier nach Le Vigeant verlegt wurden:
- Rivesaltes steht für das Camp de Rivesaltes, ein ehemaliges Militärlager, das seit 1941 als Internierungslager diente.
- Bourg-Lastic war ab 1939 ein Sammellager für unerwünschte Ausländer, unter dem Vichy-Regime Internierungslager für Juden und schließlich Internierungsort für Harkis.
- Lazarc steht für das Camp du Lazarc bei La Cavalerie, das zusammen mit zwei kleineren Lagern für die Harkis als Durchgangslager Lazarc fungierte.[9] Vor ihrer Verlegung waren hier ab Juni 1962 etwa 40.000 Menschen, hauptsächlich Frauen und Kinder, zusammengepfercht.[6]
Das Camp du Lazarc, ursprünglich ein großes Militärlager, das bis heute fortbesteht, hat jedoch nicht nur eine Harki-Geschichte. Hier wurden von 1959 bis 1962 Menschen interniert, die verdächtigt wurden, Mitglieder der Front de libération nationale (FLN; Nationale Befreiungsfront (Algerien)) zu sein.[10]
- Das Fort de Nogent, heute ein Rekrutierungsstandort der Fremdenlegion, war während des Algerienkriegs ein Internierungs- und Verhörzentrum.[11] In der Nacht vom 21. auf den 22. April 1961 putschten vier französische Generäle, die gegen die Unabhängigkeit Algeriens waren, besetzten Algier mit Fremdenlegionären und Fallschirmjägern, und versuchten, General de Gaulle zuentmachten.[12] Nach diesem Putschversuch wurden fast 200 Offiziere, die am Aufstand teilgenommen hatten, im Fort de Nogent interniert, wo sie auf ihren Prozess oder ihre neue Verwendung zu warten hatten.[11] Dass ihnen dann 1962 Harki-Familien folgten, ist nur durch wenige Quellen belegbar. In den France Archives findet sich lediglich der Hinweis, dass dort „Namenslisten der ehemaligen Harkis und ihrer Familien im Zentrum von Nogent sowie [Akten] der Streitfälle (1959-1964)“ aufbewahrt würden.[13]

Das unter militärischer Aufsicht stehende Camp de la Rye entwickelte sich laut der ODYSSEO-Webseite zu einer regelrechten Kleinstadt und verfügte über eine Schule und ein Berufsausbildungszentrum für junge Erwachsene, die hauptsächlich für Berufe im Baugewerbe ausgebildet wurden. In einem Internat für wurden Jungen im Alter von 16 bis 17 Jahren untergebracht, die ein Berufspraktikum absolvierten.
Ende 1964 wurde das Camp de la Rye geschlossen. Von dem einstigen Harki-Lager blieb nur ein kleiner Friedhof mit sechs Gräbern übrig.

## Nachnutzung und Ende des Lagers
Nach dem Auszug der Harki-Familien wurde das Lager für Zwecke genutzt, die an die Ausbildungsangebote für die Harkis anknüpften. Es wurde zu einem Ausbildungszentrum für Ausländer, die auf Tätigkeiten als Bauhelfer vorbereitet wurden.
Ab 1991 war das Camp ein Resozialisierungszentrum für jugendliche Straftäter. Wie lange diese Periode andauerte, ist nicht bekannt, doch im Jahr 2013 fiel seitens der Behörden die Entscheidung, die zum Teil schon stark beschädigten Gebäude abzureißen.

## Spurensuche und Erinnerung
Von dem Lager blieb als einzige Erinnerung der schon erwähnte kleine Friedhof zurück, auf dem aus der Harki-Zeit sechs Personen, darunter ein Kind, beerdigt wurden. Im September 2017 wurde dort in Anwesenheit von Behördenvertretern eine Erinnerungstafel aufgestellt. Sie erinnert mit Fotos und Texten an die Geschichte dieses Lagers und sollte verhindern, dass dieser Teil der Geschichte der Harkis in Vergessenheit gerät. Ein Jahr später fand der Journalist Stefan Brändle jedoch nur wenig Unterstützung bei seinem Versuch, in Le Viegeant etwas über die Geschichte des Lagers in Erfahrung zu bringen. Dass er einige Überreste fand, verdankte sich eher dem Zufall. Offizielle Hinweisschilder scheint es nicht zu geben, und so gibt es auch nur wenige Hinweise in den Quellen, wo das Lager etwa drei bis vier Kilometer südlich der Gemeinde zu lokalisieren ist. Nach einer Brändle gegebenen Auskunft muss das ein Gelände am Rande der heutigen Rennstrecke Circuit du Val de Vienne gewesen sein. Dort, an der D8, liegt das Champ de la Rye (Feld von Rye), und Straßen mit dem Namen La Grande Rye und La Petite Rye. Eine direkte Verbindung von diesen Namen zum Camp de la Rye lässt sich allerdings nicht herstellen.